# Йебоа, Джон
Джон Йебоа Самора (нем. John Yeboah Zamora; 23 июня 2000, Гамбург) — немецкий и эквадорский футболист, вингер итальянского клуба «Венеция» и сборной Эквадора.

## Клубная карьера
Уроженец Гамбурга, Джон начал играть в футбол за молодёжные команды местных клубов «Рённебург» и «Тюркие Вильгельмсбург». В 2015 году стал игроком академии «Вольфсбурга». В феврале 2018 года подписал свой первый профессиональный контракт с клубом до июня 2021 года.
В основном составе «Вольфсбурга» дебютировал 3 ноября 2018 года в матче немецкой Бундеслиги против дортмундской «Боруссии».
В январе 2021 года перешёл на правах аренды в «Алмере Сити».
25 июня 2022 года подписал трёхлетний контракт с польским клубом «Шлёнск». 15 июля дебютировал в чемпионате Польши в матче против «Заглембе». 1 августа забил дебютный гол за клуб в ворота «Короны».

## Карьера в сборной
Выступал за сборные Германии до 16, до 17, до 18 и до 19 лет.
В 2017 году в составе сборной Германии до 17 лет сыграл на чемпионате Европы в Хорватии, забив гол в матче группового этапа против сборной Сербии. Германия дошла до полуфинала, где проиграла по пенальти сборной Испании. В том же году Йебоа был включён в состав сборной на чемпионат мира для игроков до 17 лет в Индии. Забил гол в ворота Колумбии в матче 1/8 финала.